# Karolina Šprem
Karolina Šprem (née le 25 octobre 1984 à Varaždin) est une joueuse de tennis croate, professionnelle de 2001 à 2011.
En 2004, elle accède aux quarts de finale à Wimbledon, sa meilleure performance en Grand Chelem, non sans avoir éliminé Venus Williams au 2e tour. Cette année-là, elle atteint le 17e rang mondial en simple.
Karolina Šprem a disputé trois finales de tournoi WTA, toutes perdues.

## Palmarès

### Titre en simple dames
Aucun

### Finales en simple dames
| No | Date       | Nom et lieu du tournoi                   | Catégorie | Dotation  | Surface      | Vainqueure        | Score          |          |
| -- | ---------- | ---------------------------------------- | --------- | --------- | ------------ | ----------------- | -------------- | -------- |
| 1  | 19-05-2003 | Internationaux de Strasbourg, Strasbourg | Tier III  | 170 000 $ | Terre (ext.) | Silvia Farina     | 6-3, 4-6, 6-4  | Parcours |
| 2  | 09-06-2003 | Wien Energie Grand Prix, Vienne          | Tier III  | 170 000 $ | Terre (ext.) | Paola Suárez      | 7-60, 2-6, 6-4 | Parcours |
| 3  | 19-09-2005 | Sunfeast Open, Calcutta                  | Tier III  | 170 000 $ | Dur (int.)   | Anastasia Myskina | 6-2, 6-2       | Parcours |

## Parcours en Grand Chelem

### En simple dames
| Année | Open d'Australie | Open d'Australie     | Internationaux de France | Internationaux de France | Wimbledon       | Wimbledon           | US Open         | US Open             |
| ----- | ---------------- | -------------------- | ------------------------ | ------------------------ | --------------- | ------------------- | --------------- | ------------------- |
| 2003  | -                | -                    | -                        | -                        | 2e tour (1/32)  | Akiko Morigami      | 1er tour (1/64) | Meghann Shaughnessy |
| 2004  | 1er tour (1/64)  | Lina Krasnoroutskaïa | 1er tour (1/64)          | Myriam Casanova          | 1/4 de finale   | Lindsay Davenport   | 1er tour (1/64) | Jelena Kostanić     |
| 2005  | 4e tour (1/8)    | Lindsay Davenport    | 2e tour (1/32)           | Akiko Morigami           | 1er tour (1/64) | Tamarine Tanasugarn | 1er tour (1/64) | Anabel Medina       |
| 2006  | 2e tour (1/32)   | Lindsay Davenport    | 3e tour (1/16)           | Venus Williams           | 3e tour (1/16)  | Nicole Vaidišová    | 1er tour (1/64) | Sania Mirza         |
| 2007  | 1er tour (1/64)  | Maria Kirilenko      | -                        | -                        | -               | -                   | -               | -                   |
| 2008  | -                | -                    | 1er tour (1/64)          | Magdaléna Rybáriková     | -               | -                   | -               | -                   |
| 2009  | 1er tour (1/64)  | Tsvetana Pironkova   | 1er tour (1/64)          | Jelena Dokić             | 1er tour (1/64) | Regina Kulikova     | -               | -                   |
| 2010  | 2e tour (1/32)   | Casey Dellacqua      | 1er tour (1/64)          | Maria Kirilenko          | 2e tour (1/32)  | Kim Clijsters       | 1er tour (1/64) | Beatrice Capra      |
| 2011  | 1er tour (1/64)  | Chanelle Scheepers   | -                        | -                        | -               | -                   | -               | -                   |

À droite du résultat, l’ultime adversaire.

### En double dames
| Année | Open d'Australie            | Open d'Australie      | Internationaux de France | Internationaux de France | Wimbledon                | Wimbledon                   | US Open | US Open |
| ----- | --------------------------- | --------------------- | ------------------------ | ------------------------ | ------------------------ | --------------------------- | ------- | ------- |
| 2005  | -                           | -                     | -                        | -                        | 1er tour (1/32) N. Dechy | G. Navrátilová M. Paštiková | -       | -       |
| 2006  | 2e tour (1/16) E. Gagliardi | L. Huber F. Schiavone | -                        | -                        | -                        | -                           | -       | -       |

Sous le résultat, la partenaire ; à droite, l’ultime équipe adverse.

## Parcours en «Premier Mandatory» et «Premier 5»
Découlant d'une réforme du circuit WTA inaugurée en 2009, les tournois WTA « Premier Mandatory » et « Premier 5 » constituent les catégories d'épreuves les plus prestigieuses, après les quatre levées du Grand Chelem.

### En simple dames
| Année |              | Premier Mandatory                | Premier Mandatory           | Premier Mandatory | Premier Mandatory |       | Premier 5 | Premier 5 | Premier 5                    | Premier 5 | Premier 5 | Premier 5 | Premier 5 |
| Année | Indian Wells | Miami                            | Madrid                      | Pékin             |                   | Dubaï | Rome      | Canada    | Cincinnati                   |           | Tokyo     |           |           |
| Année | Indian Wells | Miami                            | Madrid                      | Pékin             |                   | Doha  | Rome      | Canada    | Cincinnati                   |           | Wuhan     |           |           |
| Année | Indian Wells | Miami                            | Madrid                      | Pékin             |                   |       | Rome      | Canada    | Cincinnati                   |           |           |           |           |
| 2009  |              |                                  | 2e tour (1/32) D. Cibulková |                   |                   |       |           |           |                              |           |           |           |           |
| 2010  |              | 2e tour (1/32) A. Pavlyuchenkova |                             |                   |                   |       |           |           | 1er tour (1/32) Y. Wickmayer |           |           |           |           |

Sous le résultat, l’ultime adversaire.

## Parcours aux Jeux olympiques

### En simple dames
| # | Date       | Nom de l'olympiade           | Surface    | Résultat      | Ultime adversaire | Score     |          |
| - | ---------- | ---------------------------- | ---------- | ------------- | ----------------- | --------- | -------- |
| 1 | 15/08/2004 | Olympic Tennis Event Athènes | Dur (ext.) | 3e tour (1/8) | Ai Sugiyama       | 7-66, 6-1 | Parcours |

### En double dames
| # | Date       | Nom de l'olympiade           | Surface    | Résultat      | Partenaire      | Ultimes adversaires        | Score    |          |
| - | ---------- | ---------------------------- | ---------- | ------------- | --------------- | -------------------------- | -------- | -------- |
| 1 | 15/08/2004 | Olympic Tennis Event Athènes | Dur (ext.) | 2e tour (1/8) | Jelena Kostanić | Shinobu Asagoe Ai Sugiyama | 6-3, 7-5 | Parcours |

## Parcours en Fed Cup
| #                                                                  | Date       | Lieu               | Surface         | Gagnante(s)                      | Perdante(s)                          | Score          |          |
|                                                                    |            |                    |                 |                                  |                                      |                |          |
| 2001 - 1er tour (groupe mondial) - Italie - Croatie - 4 : 1        |            |                    |                 |                                  |                                      |                |          |
| 1                                                                  | 28/04/2001 | Bassano del Grappa | Moquette (int.) | Gloria Pizzichini Roberta Vinci  | Matea Mezak Karolina Šprem           | 6-1, 7-5       | Parcours |
|                                                                    |            |                    |                 |                                  |                                      |                |          |
| 2001 - Barrage (groupe mondial I) - Venezuela - Croatie - 1 : 4    |            |                    |                 |                                  |                                      |                |          |
| 2                                                                  | 21/07/2001 |                    | Terre (ext.)    | Sanda Mamic Karolina Šprem       | M. Francesca Milagros Sequera        | 6-3, 4-6, 6-3  | Parcours |
|                                                                    |            |                    |                 |                                  |                                      |                |          |
| 2002 - 1/4 de finale (groupe mondial) - Autriche - Croatie - 4 : 1 |            |                    |                 |                                  |                                      |                |          |
| 3                                                                  | 20/07/2002 | Pörtschach         | Terre (ext.)    | Barbara Schett Patricia Wartusch | Karolina Šprem Silvija Talaja        | 6-2, 6-1       | Parcours |
|                                                                    |            |                    |                 |                                  |                                      |                |          |
| 2003 - 1er tour (groupe mondial) - Russie - Croatie - 4 : 1        |            |                    |                 |                                  |                                      |                |          |
| 4                                                                  | 26/04/2003 | Moscou             | Moquette (int.) | Anastasia Myskina                | Karolina Šprem                       | 6-1, 3-6, 6-0  | Parcours |
| 4                                                                  | 26/04/2003 | Moscou             | Moquette (int.) | Karolina Šprem                   | Elena Likhovtseva                    | 6-4, 6-3       | Parcours |
|                                                                    |            |                    |                 |                                  |                                      |                |          |
| 2003 - Barrage (groupe mondial I) - Croatie - Brésil - 4 : 1       |            |                    |                 |                                  |                                      |                |          |
| 5                                                                  | 19/07/2003 | Varaždin           | Terre (ext.)    | Karolina Šprem                   | Joana Cortez                         | 6-1, 6-0       | Parcours |
| 5                                                                  | 19/07/2003 | Varaždin           | Terre (ext.)    | Bruna Colosio                    | Karolina Šprem                       | 3-6, 6-3, 6-1  | Parcours |
| 5                                                                  | 19/07/2003 | Varaždin           | Terre (ext.)    | Jelena Kostanić Karolina Šprem   | Bruna Colosio Joana Cortez           | 6-2, 6-3       | Parcours |
|                                                                    |            |                    |                 |                                  |                                      |                |          |
| 2004 - 1er tour (groupe mondial) - Belgique - Croatie - 3 : 2      |            |                    |                 |                                  |                                      |                |          |
| 6                                                                  | 24/04/2004 | Bree               | Terre (int.)    | Karolina Šprem                   | Kirsten Flipkens                     | 6-2, 6-0       | Parcours |
| 6                                                                  | 24/04/2004 | Bree               | Terre (int.)    | Kim Clijsters                    | Karolina Šprem                       | 6-1, 6-3       | Parcours |
|                                                                    |            |                    |                 |                                  |                                      |                |          |
| 2005 - Barrage (groupe mondial I) - Croatie - Allemagne - 1 : 4    |            |                    |                 |                                  |                                      |                |          |
| 7                                                                  | 09/07/2005 | Bol                | Terre (ext.)    | Karolina Šprem                   | Julia Schruff                        | 6-3, 6-4       | Parcours |
| 7                                                                  | 09/07/2005 | Bol                | Terre (ext.)    | Anna-Lena Grönefeld              | Karolina Šprem                       | 6-3, 6-75, 6-2 | Parcours |
|                                                                    |            |                    |                 |                                  |                                      |                |          |
| 2006 - 1er tour (groupe mondial II) - Croatie - Argentine - 3 : 2  |            |                    |                 |                                  |                                      |                |          |
| 8                                                                  | 22/04/2006 | Zagreb             | Moquette (int.) | Karolina Šprem                   | Maria-Jose Argeri                    | 6-2, 6-4       | Parcours |
| 8                                                                  | 22/04/2006 | Zagreb             | Moquette (int.) | Karolina Šprem                   | Mariana Díaz-Oliva                   | 6-4, 6-2       | Parcours |
| 8                                                                  | 22/04/2006 | Zagreb             | Moquette (int.) | Matea Mezak Karolina Šprem       | Maria-Jose Argeri Mariana Díaz-Oliva | 6-3, 6-3       | Parcours |
|                                                                    |            |                    |                 |                                  |                                      |                |          |
| 2006 - Barrage (groupe mondial I) - Croatie - Russie - 2 : 3       |            |                    |                 |                                  |                                      |                |          |
| 9                                                                  | 15/07/2006 | Umag               | Terre (ext.)    | Elena Dementieva                 | Karolina Šprem                       | 6-1, 6-3       | Parcours |

## Classements WTA en fin de saison

### En simple
| Année | 2000 | 2001 | 2002 | 2003 | 2004 | 2005 | 2006 | 2007 | 2008 | 2009 | 2010 | 2011 |
| Rang  | 1157 | 717  | 273  | 59   | 18   | 65   | 88   | 208  | 175  | 96   | 96   | 813  |

Source : (en) « Classements de Karolina Šprem », sur le site officiel du WTA Tour

### En double
| Année | 2003 | 2004 | 2005 |
| Rang  | 587  | 368  | 244  |

Source : (en) « Classements de Karolina Šprem », sur le site officiel du WTA Tour

## Hors des courts
Elle se marie le 14 juillet 2012 au château de Trakoscan, en Croatie avec Márcos Baghdatís, également joueur de tennis.